# アメンホテプ1世
アメンホテプ1世（在位：紀元前1551年 - 紀元前1524年）は、古代エジプト第18王朝の第2代ファラオ（王）。即位名はジェセルカラー。意味は「聖なるはラーの魂」。

## 概要
少年期終わり頃に父イアフメス1世を亡くし、母である王妃イアフメス＝ネフェルタリが摂政として後見することでファラオとして即位を果たす。その名の通り、アメン神への信仰が深く、テーベにアメン神を祀るカルナック神殿を建設した。これには篤信という以外に、後に自分の妹で、先王イアフメス1世の娘婿のトトメス1世を自らの後継者と定めたが、その地位を安定させるための政治取引として、当時はテーベ南方の地方神であった新興のアメン神を時勢に即して後援するとの意図もあった。このほか内治においては官僚制度を整備し、軍事面では父イアフメスが戦争に苦しんだことから、軍事制度を全面的に改革したのちシリアやヌビアへの遠征を行い、成功させた。
彼のミイラは現在、カイロの大エジプト博物館で展示されている。その胸元には埋葬時に添えられたと思われる数輪の花も残っている。王族のミイラの殆どは研究の為に遺体を保護していた包帯を解かれているが、アメンホテプ1世のミイラは例外的に開封されず、埋葬時のままの状態で保存されている。
2021年12月28日、ザヒ・ハワスらによってミイラのコンピュータ断層撮影（CT）などが行われた。それによると、身長は169cm、割礼しており、35歳頃に死去したとしているが、健康上の問題は見られず死因は不明としている。また、脳を除去せずにミイラ化された最後のファラオであったとしている。